# Syddansk Universitet Esbjerg
Syddansk Universitet – Esbjerg (SDU-Esbjerg) er en del af Syddansk Universitet, beliggende i Esbjerg. Her uddannes primært indenfor folkesundhedsvidenskab og økonomi. Endvidere er der en kandidatuddannelse i marinarkæologi og en bacheloruddannelse i sociologi og kulturanalyse.
Forskere fra især Institut for Historie har sammen med Fiskeri- og Søfartsmuseet (også i Esbjerg) etableret et virtuelt forskningscenter: Center for Maritime og Regionale Studier, CMRS. Fra juni 2006 er det tidligere Center for Forskning og Udvikling i Landdistrikter, CFUL lagt ind under SDU's samfundsvidenskabelige fakultet, nu som Institut for Forskning og Udvikling i Landdistrikter, IFUL, foreløbig med placering i det tidligere Erhvervsudviklingscenter EU-Vest.

## Nyt campus 2020
Den 17. november 2020 flyttede SDU Esbjerg sit campus fra universitetsområdet ved Niels Borhsvej, som var delt med Aalborg Universitet Esbjerg, til nybyggede faciliteter ved Degnevej opført for 120 millioner kroner.  Her deler det nu i stedet campus med University College Syddanmark. I forbindelse med flytningen blev Danmarks største frihedsarkiv, Historisk Samling fra Besættelsestiden 1940-1945, skilt fra SDU og er i dag placeret sammen med Esbjerg Museum.